# Форест (Белгија)
Форест (фр. Forest, хол. Vorst) је општина у Белгији у региону Брисел. Према процени из 2007. у општини је живело 48.284 становника.

## Становништво
Према процени, у општини је 1. јануара 2015. живело 55.012 становника.
| 1984.  | 2000.  | 2010. | 2015. |
| ------ | ------ | ----- | ----- |
| 49.425 | 45.555 | 50258 | 55012 |